# Крафт Карл Мартинович
Карл Марти́нович Крафт (нар. ? — пом. ?) — український педагог, статський радник.

## Життєпис

### Трудова діяльність
У джерелах стосовно державної служби починає згадуватися у 1868—1869 навчальному році як викладач предмету Німецька мова чоловічої прогімназії міста Златополя без чину і продовжує викладати в ній у чині титулярний радник у 1869—1873 навчальних роках та у чині колезький асесор у 1873—1878 навчальних роках.
У 1878—1883 навчальних роках у чині надвірний радник викладає предмет Німецька мова у Кременчуцькому реальному училищі.
У Київській другій чоловічій гімназії викладає предмет Німецька мова у 1884—1885 навчальному році у чині колезький радник та у 1885—1907 навчальних роках у чині статський радник.
Одночасно у 1884—1885 навчальному році викладає предмет Німецька мова у Київській жіночій гімназії Святої княгині Ольги.

### Друковані праці
- Крафт, Карл Мартынович. Практический курс немецкого языка. — Київ : тип. С.В. Кульженко, 1884. — 237 с.(рос. дореф.)(нім.)
- Крафт, Карл Мартынович. Практический курс немецкого языка. — 2,випр. і доп. — Київ : тип. С.В. Кульженко, 1889. — 256 с.(рос. дореф.)(нім.)
- Крафт, Карл Мартынович. Практический курс немецкого языка. — 3,випр. і доп. — Київ : автора, 1895. — 284 с.(рос. дореф.)(нім.)
- Крафт, Карл Мартынович. Практический курс немецкого языка. — 4. — Київ : автора, 1897. — 284 с.(рос. дореф.)(нім.)
- Крафт, Карл Мартынович. Практический курс немецкого языка. — 5,випр. — Київ : автора, 1900. — 302 с.(рос. дореф.)(нім.)
- Крафт, Карл Мартынович. Практический курс немецкого языка. — 6. — Київ : автора, 1901. — 303 с.(рос. дореф.)(нім.)
- Крафт, Карл Мартынович. 4 // Учебная немецкая грамматика для русского юношества. — Київ : тип. Е.Я. Федорова, 1879. — 246 с.(рос. дореф.)(нім.)
- Крафт, Карл Мартынович. 1 // Учебная немецкая грамматика для русского юношества. — 2,випр. і доп. — Київ : тип. Е.Я. Федорова, 1880. — 292 с.(рос. дореф.)(нім.)
- Крафт, Карл Мартынович. 1,2 // Элементарная немецкая грамматика. — Київ : тип. С.В. Кульженко, 1884. — Т. 1,2.(рос. дореф.)(нім.)
- Крафт, Карл Мартынович. 1,2 // Элементарная немецкая грамматика. — 2,випр. і доп. — Київ : тип. С.В. Кульженко, 1886. — Т. 1,2.(рос. дореф.)(нім.)
- Крафт, Карл Мартынович. 1,2 // Элементарная немецкая грамматика. — 3. — Київ : тип. С.В. Кульженко, 1891. — Т. 1,2.(рос. дореф.)(нім.)
- Крафт, Карл Мартынович. 1,2 // Элементарная немецкая грамматика. — 4,випр. — Київ : автора, 1896-1899. — Т. 1,2.(рос. дореф.)(нім.)
- Крафт, Карл Мартынович. 1,2 // Элементарная немецкая грамматика. — 5,випр. — Київ : автора, 1899-1900. — Т. 1,2.(рос. дореф.)(нім.)
- Крафт, Карл Мартынович. 1,2 // Элементарная немецкая грамматика. — 6. — Київ : автора, 1902-1903. — Т. 1,2.(рос. дореф.)(нім.)
- Крафт, Карл Мартынович. 1,2 // Элементарная немецкая грамматика. — 7. — Київ : автора, 1905-1906. — Т. 1,2.(рос. дореф.)(нім.)
- Крафт, Карл Мартынович. 1 // Элементарная немецкая грамматика. — 8. — Київ, 1907.(рос. дореф.)(нім.)
- Крафт, Карл Мартынович. 2 // Элементарная немецкая грамматика. — 9. — Київ : тип. С.В. Кульженко, 1910.(рос. дореф.)(нім.)
- Крафт, Карл Мартынович. 1 // Элементарная немецкая грамматика. — 10. — Київ : автора, 1909.(рос. дореф.)(нім.)

## Зазначення
1. ↑  Адрес-Календарь. Общая роспись нанальствующих и прочих должностных лиц по всем управлениям в Российской Империи на 1869 год. Часть 1 и 2. Ч. 1 С. 427 [Архівовано 20 грудня 2016 у Wayback Machine.](рос. дореф.)
2. ↑  Адрес-Календарь. Общая Роспись начальствующих и прочих должностных лиц на 1870 год. Ч. 1 С. 456 [Архівовано 20 грудня 2016 у Wayback Machine.](рос. дореф.)
3. ↑  Адрес-Календарь. Общая Роспись начальствующих и прочих должностных лиц на 1871 год. Ч. 1 С. 458 [Архівовано 20 грудня 2016 у Wayback Machine.](рос. дореф.)
4. ↑  Адрес-Календарь. Общая Роспись начальствующих и прочих должностных лиц на 1872 год. Ч. 1 С. 414 [Архівовано 20 грудня 2016 у Wayback Machine.](рос. дореф.)
5. ↑  Адрес-Календарь. Общая Роспись начальствующих и прочих должностных лиц в Российской Империи на 1873 год. Часть 1 и 2. Ч. 1 С. 405 [Архівовано 20 грудня 2016 у Wayback Machine.](рос. дореф.)
6. ↑  Адрес-Календарь. Общая Роспись начальствующих и прочих должностных лиц в Российской Империи на 1874 год. Часть 1 и 2. Ч. 1 С. 409 [Архівовано 4 лютого 2017 у Wayback Machine.](рос. дореф.)
7. ↑  Адрес-Календарь. Общая Роспись начальствующих и прочих должностных лиц в Российской Империи на 1875 год. Часть 1 и 2. Ч. 1 С. 416 [Архівовано 4 лютого 2017 у Wayback Machine.](рос. дореф.)
8. ↑  Адрес-Календарь. Общая Роспись начальствующих и прочих должностных лиц в Российской Империи на 1876 год. Часть 1 и 2. Ч. 1 С.417 [Архівовано 2 квітня 2015 у Wayback Machine.](рос. дореф.)
9. ↑  Адрес-Календарь. Общая Роспись начальствующих и прочих должностных лиц в Российской Империи на 1877 год. Часть 1 и 2. Ч. 1 С. 421 [Архівовано 2 квітня 2015 у Wayback Machine.](рос. дореф.)
10. ↑  Адрес-Календарь. Общая Роспись начальствующих и прочих должностных лиц в Российской Империи на 1878 год. Часть 1 и 2. Ч. 1 С. 414 [Архівовано 2 квітня 2015 у Wayback Machine.](рос. дореф.)
11. ↑  Адрес-Календарь. Общая Роспись начальствующих и прочих должностных лиц в Российской Империи на 1879 год. Часть 1 и 2. Ч. 1 С. 434 [Архівовано 10 травня 2017 у Wayback Machine.](рос. дореф.)
12. ↑  Адрес-Календарь. Общая Роспись начальствующих и прочих должностных лиц в Российской Империи на 1880 год. Часть 1 и 2. Ч. 1 С. 439 [Архівовано 10 травня 2017 у Wayback Machine.](рос. дореф.)
13. ↑  Адрес-Календарь. Общая Роспись начальствующих и прочих должностных лиц в Российской Империи на 1881 год. Часть 1 и 2. Ч. 1 С. 434 [Архівовано 22 жовтня 2016 у Wayback Machine.](рос. дореф.)
14. ↑  Адрес-Календарь. Общая Роспись начальствующих и прочих должностных лиц в Российской Империи на 1882 год. Часть 1 и 2. Ч. 1 С. 427 [Архівовано 22 жовтня 2016 у Wayback Machine.](рос. дореф.)
15. ↑  Адрес-Календарь. Общая Роспись начальствующих и прочих должностных лиц в Российской Империи на 1883 год. Часть 1 и 2. Ч. 1 С. 428 [Архівовано 22 жовтня 2016 у Wayback Machine.](рос. дореф.)
16. ↑  Адрес-Календарь. Общая Роспись начальствующих и прочих должностных лиц в Российской Империи на 1885 год. Часть 1 и 2. Ч. 1 С. 406 [Архівовано 22 жовтня 2016 у Wayback Machine.](рос. дореф.)
17. ↑  Адрес-Календарь. Общая Роспись начальствующих и прочих должностных лиц в Российской Империи на 1886 год. Часть 1 и 2. Ч. 1 С. 403 [Архівовано 22 жовтня 2016 у Wayback Machine.](рос. дореф.)
18. ↑  Адрес-Календарь. Общая Роспись начальствующих и прочих должностных лиц в Российской Империи на 1887 год. Часть 1 и 2. Ч. 1 С. 399 [Архівовано 22 жовтня 2016 у Wayback Machine.](рос. дореф.)
19. ↑  1888. Адрес-Календарь. Общая роспись начальствующих и прочих должностных лиц по всем управлениям в Российской Империи, часть 1 и 2. Ч. 1 С. 398 [Архівовано 22 жовтня 2016 у Wayback Machine.](рос. дореф.)
20. ↑  1889. Адрес-календарь. Общая роспись начальствующих и прочих должностных лиц по всем управлениям в Российской Империи, часть 1 и 2. Ч. 1 С. 392 [Архівовано 22 жовтня 2016 у Wayback Machine.](рос. дореф.)
21. ↑  Адрес-календарь Российской Империи. (часть 1 и 2). Ч. 1 С. 393 [Архівовано 10 квітня 2011 у Wayback Machine.](рос. дореф.)
22. ↑  Адрес-календарь. Общая роспись начальствующих и прочих должностных лиц по всем управлениям в Российской Империи, часть 1 и 2. Ч. 1 С. 390 [Архівовано 22 жовтня 2016 у Wayback Machine.](рос. дореф.)
23. ↑  Адрес-календарь. Общая роспись начальствующих и прочих должностных лиц по всем управлениям в Российской Империи на 1892 год, часть 1 и 2. Ч. 1 С. 381 [Архівовано 22 жовтня 2016 у Wayback Machine.](рос. дореф.)
24. ↑  Адрес-календарь. Общая роспись начальствующих и прочих должностных лиц по всем управлениям в Российской Империи на 1893 год, часть 1 и 2. Ч. 1 С. 515 [Архівовано 22 жовтня 2016 у Wayback Machine.](рос. дореф.)
25. ↑  Адрес-Календарь. Общая Роспись начальствующих и прочих должностных лиц по всем управлениям в Российской Империи на 1894 год. Часть 1 и 2. Ч. 1 С. 519 [Архівовано 22 жовтня 2016 у Wayback Machine.](рос. дореф.)
26. ↑  Адрес-Календарь. Общая Роспись начальствующих и прочих должностных лиц по всем управлениям в Российской Империи на 1895 год. Часть 1 и 2. Ч. 1 С. 534 [Архівовано 2 лютого 2017 у Wayback Machine.](рос. дореф.)
27. ↑  Адрес-Календарь. Общая Роспись начальствующих и прочих должностных лиц по всем управлениям в Российской Империи на 1896 год. Часть 1 и 2. Ч. 1 С. 542 [Архівовано 20 грудня 2016 у Wayback Machine.](рос. дореф.)
28. ↑  Адрес-Календарь. Общая Роспись начальствующих и прочих должностных лиц по всем управлениям в Российской Империи на 1897 год. Часть 1 и 2. Ч. 1 С. 216 [Архівовано 20 грудня 2016 у Wayback Machine.](рос. дореф.)
29. ↑  Адрес-Календарь. Общая Роспись начальствующих и прочих должностных лиц по всем управлениям в Российской Империи на 1898 год. Часть 1 и 2. Ч. 1 С. 222 [Архівовано 26 лютого 2015 у Wayback Machine.](рос. дореф.)
30. ↑  Адрес-Календарь. Общая Роспись начальствующих и прочих должностных лиц во всем управлении Российской Империи. Часть 1 и 2. Ч. 1 С. 226 [Архівовано 7 травня 2017 у Wayback Machine.](рос. дореф.)
31. ↑  Адрес-Календарь. Общая роспись начальствующих и прочих должностных лиц по всем управлениям в Российской Империи на 1900 год, часть 1 и 2. Ч. 1 С. 232 [Архівовано 10 травня 2017 у Wayback Machine.](рос. дореф.)
32. ↑  Адрес-Календарь. Общая роспись начальствующих и прочих должностных лиц по всем управлениям в Российской Империи на 1901 год, часть 1 и 2. Ч. 1 С. 237 [Архівовано 10 квітня 2011 у Wayback Machine.](рос. дореф.)
33. ↑  Адрес-Календарь. Общая роспись начальствующих и прочих должностных лиц по всем управлениям в Российской Империи на 1902 год, часть 1 и 2. Ч. 1 С. 237 [Архівовано 10 травня 2017 у Wayback Machine.](рос. дореф.)
34. ↑  Адрес-Календарь. Общая роспись начальствующих и прочих должностных лиц по всем управлениям в Российской Империи на 1903 год. Часть 1. С. 235. [Архівовано 10 травня 2017 у Wayback Machine.](рос. дореф.)
35. ↑  Адрес-Календарь. Общая роспись начальствующих и прочих должностных лиц по всем управлениям в Российской Империи на 1904 год, часть 1. С. 241. [Архівовано 7 травня 2017 у Wayback Machine.](рос. дореф.)
36. ↑  Адрес-Календарь. Общая роспись начальствующих и прочих должностных лиц по всем управлениям в Российской Империи на 1905 год, часть 1 и 2. Ч. 1 С. 249 [Архівовано 7 травня 2017 у Wayback Machine.](рос. дореф.)
37. ↑  Адрес-Календарь. Общая роспись начальствующих и прочих должностных лиц по всем управлениям в Российской Империи на 1906 год, часть 1. С. 261. [Архівовано 5 листопада 2016 у Wayback Machine.](рос. дореф.)
38. ↑  Адрес-Календарь. Общая роспись начальствующих и прочих должностных лиц по всем управлениям в Российской Империи на 1907 год, часть 1. С. 267. [Архівовано 7 травня 2017 у Wayback Machine.](рос. дореф.)
39. ↑  КИЕВСКАЯ ЖЕНСКАЯ ГИМНАЗИЯ СВЯТОЙ КНЯГИНИ ОЛЬГИ//Международный генеалогический форум Geneo-Генео.(рос.)